# Play Generation
Play Generation è stata una rivista mensile italiana pubblicata da Edizioni Master che si occupava delle piattaforme videoludiche PlayStation.
Nel gennaio 2018 la rivista aveva cambiato denominazione in Play Gen (soprannome già utilizzato all'interno della stessa) e aveva ricominciato la numerazione da capo con il numero 1.

## Storia
Play Generation era di proprietà di Edizioni Master che la pubblicava dal marzo 2006 sotto la direzione di Alessandro Apreda.
Nel dicembre 2010 la testata è divenuta disponibile in versione digitale tramite un'applicazione omonima disponibile sull'App Store.
Nel febbraio 2014 ha festeggiato il numero 100 assieme a un reportage sulla storia della sua pubblicazione editoriale.
La produzione si è fermata al numero 9 nel mese tra ottobre e novembre 2018.

## Versioni
Play Generation nel corso degli anni è stata pubblicata in varie edizioni, che variavano a seconda degli allegati in essa presenti. Un elemento presente in tutte le versioni era quello delle guide strategiche di alcuni videogiochi scelti dalla redazione o di elenchi di trucchi e soluzioni di più titoli, le quali hanno continuato ad essere presenti fino al numero 106 (agosto 2014) per poi non essere più inserite. Dal numero 93 (luglio 2013) sono stati invece aggiunti i poster, i quali ritraggono due illustrazioni tratte da alcuni titoli recensiti dalla redazione.
Il numero 90 (aprile 2013) è stato l'ultimo a presentare una variante della rivista, che da quel momento venne pubblicata esclusivamente nella sua versione base.
| Nome                           | Contenuto                                              | Periodo                                                 |
| ------------------------------ | ------------------------------------------------------ | ------------------------------------------------------- |
| Base                           | Rivista, guide strategiche e video CD, film, CD o DVD  | marzo 2006-novembre 2018                                |
| Gold                           | Rivista, guide strategiche e film, videogioco o gadget | luglio/agosto 2006-gennaio 2007 agosto 2011 aprile 2013 |
| DVD                            | Rivista, guide strategiche e DVD                       | febbraio-dicembre 2008                                  |
| DVD Games PlayGeneration Games | Rivista, guide strategiche e videogioco                | giugno-Natale 2008                                      |
| PlayGeneration Blu-Ray         | Rivista, guide strategiche e Blu-ray Disc              | settembre-ottobre 2008                                  |
| Gadget                         | Rivista, guide strategiche e gadget                    | dicembre 2011-aprile 2012                               |

## Numeri
|      | Gen | Feb | Mar | Apr | Mag | Giu | Lug | Ago     | Set | Ott | Nov | Dic | Natale |
| 2006 | -   | -   | 1   | 2   | 3   | 4   | 5   | 5       | 6   | 7   | 8   | 9   | 10     |
| 2007 | 11  | 12  | 13  | 14  | 15  | 16  | 17  | 17      | 18  | 19  | 20  | 21  | 22     |
| 2008 | 23  | 24  | 25  | 26  | 27  | 28  | 29  | 30      | 31  | 32  | 33  | 34  | 35     |
| 2009 | 36  | 37  | 38  | 39  | 40  | 41  | 42  | 43      | 44  | 45  | 46  | 47  | 48     |
| 2010 | 49  | 50  | 51  | 52  | 53  | 54  | 55  | 56      | 57  | 58  | 59  | 60  | 61     |
| 2011 | 62  | 63  | 64  | 65  | 66  | 67  | 68  | 69      | 70  | 71  | 72  | 73  | 74     |
| 2012 | 75  | 76  | 77  | 78  | 79  | 80  | 81  | 82      | 83  | 84  | 85  | 86  | -      |
| 2013 | 87  | 88  | 89  | 90  | 91  | 92  | 93  | 94      | 95  | 96  | 97  | 98  | -      |
| 2014 | 99  | 100 | 101 | 102 | 103 | 104 | 105 | 106     | 107 | 108 | 109 | 110 | 111    |
| 2015 | 112 | 113 | 114 | 115 | 116 | 117 | 118 | 119     | 120 | 121 | 122 | 123 | -      |
| 2016 | 124 | 125 | 126 | 127 | 128 | 129 | 130 | 131     | 132 | 133 | 134 | 135 | -      |
| 2017 | 136 | 137 | 138 | 139 | 140 | 141 | 142 | 143 144 | 145 | 146 | 147 | 148 | -      |
| 2018 | 1   | 2   | 3   | 4   | 5   | 6   | 7   | 8       | 8   | 9   | 9   | -   | -      |

## Sezioni
- In giro si dice: sezione con varie novità e "voci di corridoio" su videogiochi in sviluppo, case produttrici e sviluppatori.
- Editoriali: approfondimenti riguardanti vari argomenti legati al mondo videoludico.
- Reportage: analisi di videogiochi o serie del passato, presenti e future[29].
- Recensioni: ogni videogioco viene analizzato e giudicato da un redattore. Il voto tiene conto di: grafica, sonoro, divertimento e longevità di ciascun titolo analizzato per poi dare un giudizio finale (da un minimo di 0 a un massimo di 100).
- Game.Retrò: rubrica sul retrogaming[29].
- PlayStation.net: le ultime novità presenti sul PlayStation Store.
- Testa a testa: vengono presi in esame alcuni titoli appartenenti al medesimo genere e viene fatto un paragone fra essi su quale sia il migliore[29].
- Guida all'acquisto: analisi in breve dei videogiochi usciti in base al genere, sviluppatore, prezzo, numero di giocatori, lingua e età consigliata. Oltre a ciò vengono riportati prodotti legati alle console Sony o merchandising di vario tipo.
- Il risolutore: trucchi e soluzioni di alcuni titoli scelti della redazione.
- In arrivo: rubrica dedicata ai titoli di prossima uscita.

Fino al numero 148 le sezioni In giro si dice, Game.Retrò e PlayStation.net erano chiamate rispettivamente Ultimissime, Retro Play e PS Store, ma le caratteristiche erano le medesime.

## DVD virtuale
Dall'aprile 2012 era possibile accedere tramite web a contenuti extra della rivista previo acquisto della copia cartacea e utilizzando i dati di autenticazione contenuti all'interno.

## Vendite
Il primo numero di Play Generation uscito nel marzo 2006 vendette più di 75 000 copie in un mese. Il quinto numero della testata pubblicato nell'agosto 2006 superò le 85 000 copie nel mese di uscita. Nel periodo tra agosto 2005 e luglio 2006, la rivista raggiunse una diffusione media pari a 55 154 copie mentre nel dicembre 2006 era diventata la più venduta in Italia tra quelle dedicate al mondo PlayStation. Secondo i dati ADS durante tutto il 2006, Play Generation era arrivata a cifre di venduto che spesso superavano le 80 000 copie.
La testata fu sponsor tecnico del team Martin Honda al campionato mondiale di motocross 2006.